# Oostelijke luzernevlinder
De oostelijke luzernevlinder (Colias erate) is een dagvlinder uit de familie Pieridae, de witjes.
De soort komt voor in Oost-Europa en het gematigd deel van Azië, inclusief Japan en de Koerillen. Hij vliegt op hoogtes tot 1900 meter.
De voorvleugellengte bedraagt 23 tot 26 millimeter. De soort heeft wat spitsere voorvleugels dan de meeste andere vlinders uit het geslacht Colias. Het is een goede vlieger, die zeer mobiel is. Niet geheel duidelijk is waar de soort als standvlinder en waar als trekvlinder voorkomt.
De waardplanten komen uit de vlinderbloemenfamilie, met name luzerne (Medicago sativa). De vliegtijd is van april tot oktober in diverse generaties. De soort overwintert als pop.

## Ondersoorten
De volgende ondersoorten worden onderscheiden:
- Colias erate erate (Esper, 1805)
- Colias erate amdensis Verity, 1911
- Colias erate formosana Shirozu, 1955
- Colias erate lativitta Moore, 1882
- Colias erate marnoana Rogenhöfer, 1884
- Colias erate naukratis Fruhstorfer, 1909
- Colias erate nilagiriensis Felder, 1859
- Colias erate poliographus Motschulskhy, 1860
- Colias erate sinensis Verity, 1911
- Colias erate tomarias Bryk, 1942